# Karl Lachmann
Karl Konrad Friedrich Wilhelm Lachmann (født 4. marts 1793 i Braunschweig, død 13. marts 1851 i Berlin) var en tysk filolog.
Lachmann studerede først i Leipzig, så i Göttingen under filologen Georg Friedrich Benecke. I 1818 blev han ekstraordinær professor ved universitetet i Königsberg. Fra 1825 var han professor i latinsk og tysk filologi i Berlin. Han var en nær ven af Jacob og Wilhelm Grimm (Brødrene Grimm).
Sammen med Benecke regnes Lachmann som grundlæggeren af den historisk-kritiske udgiverpraksis. Fastsættelsen af teksterne var tidligere sket på et rent subjektivt grundlag, men Lachmann indførte faste normer, både for klassisk og for gammeltysk litteratur. Hans udgaver af Hartmann von Aue, Wolfram von Eschenbach og Walther von der Vogelweide regnes som klassikere inden for den germanistiske udgivelseshistorie.